# Гроут

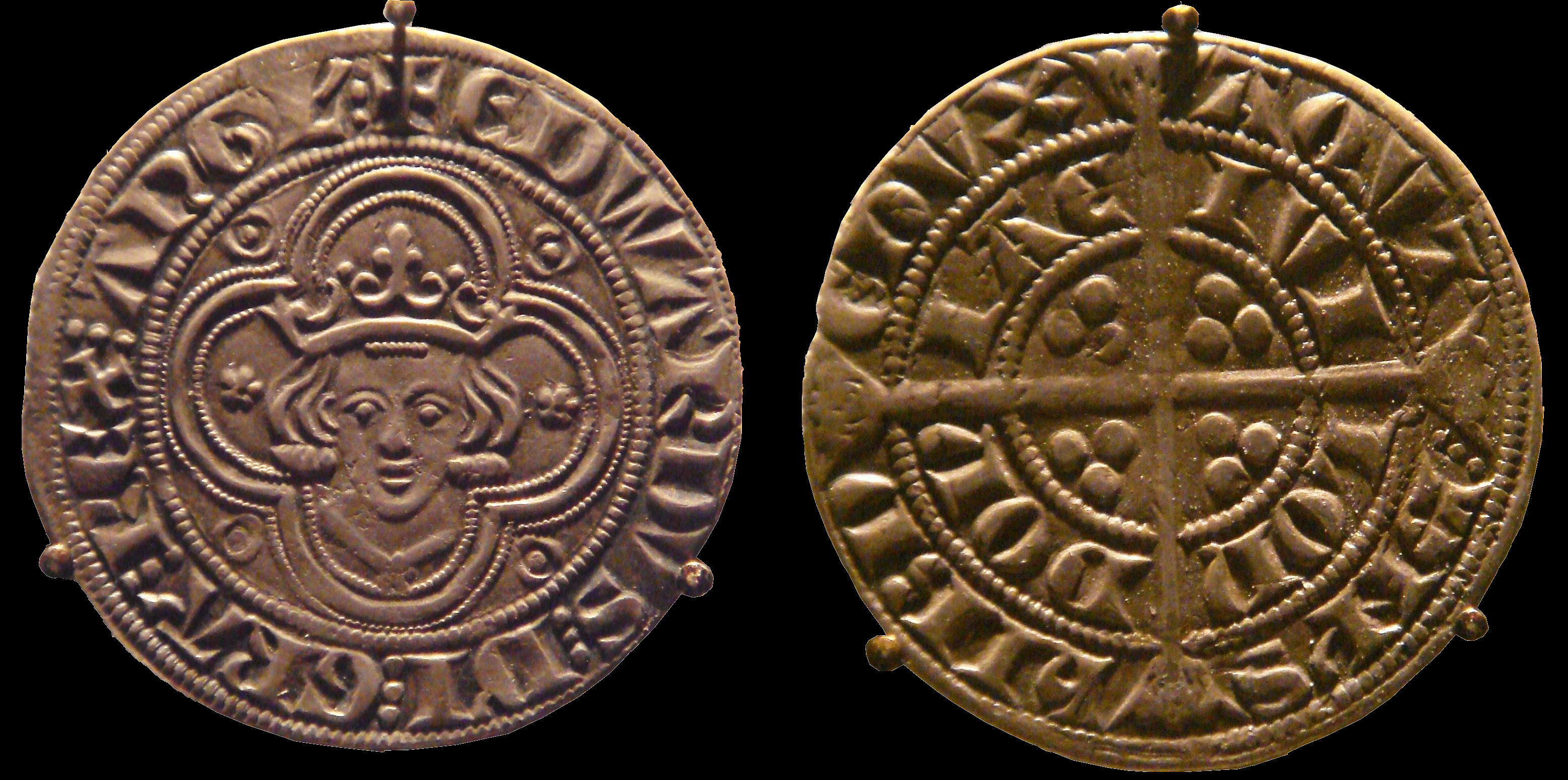
Гроут Эдуарда I

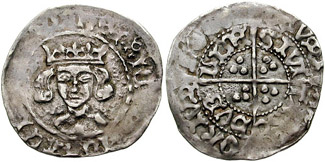
Гроут 1496 года, Генрих VII.

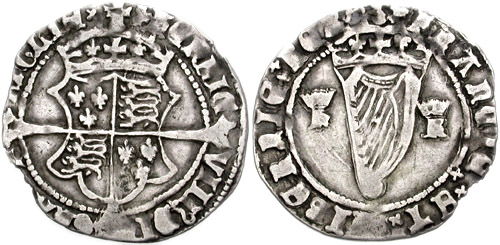
Гроут 1541 года, Генрих VIII.

Гроут 1561 года, Елизавета I.

Гроут (англ. groat) — название английской, а затем британской монеты в 4 пенса.

## Гроут вСредние века
Гроут был впервые отчеканен в 1279 году при короле Эдуарде I как подражание французскому «грошу» («гро турнуа», «турнузе»). Французские «гро турнуа» в Нидерландах назывались «гроот» (большой, толстый). В качестве заимствования с голландского и французского языка появилось название английской монеты.
Первый гроут весил 89 гранов (5,8 г) и содержал серебро 925-й пробы (вес пенни, как счетной единицы, составлял 24 грана, и монета в 4 пенса должна была бы весить 96 гранов, однако реальный пенни в то время весил всего 22,25 гранов).
Гроут не получил большого распространения, и регулярная чеканка гроута началась только в 1351 году, в правление Эдуарда III.
Новая монета весила 72 грана (4,67 г), или 3 веса условных пенсов. На аверсе изображался монарх в короне, на реверсе — длинный крест.

Одновременно в 1351 году была начата чеканка серебряной монеты в полгроута. Монеты гроут и полгроута использовали для раздачи бедноте в пасхальную неделю (так называемая Maundy Ceremony).
Внешний вид гроута оставался неизменным до 1502 года, однако качество монеты постоянно ухудшалось. При Генрихе IV (1399—1413) гроут весил уже 60 гранов (3,8 г), при Эдуарде IV (1461-70 и 1471-83) вес снизился до 48 гранов (3,1 г), при Ричарде III (1483—1485) гроут весил уже 3,0 г.
При Генрихе VII (1485—1509) изображение на гроуте изменилось: на аверсе помещали теперь погрудный портрет короля в профиль, на реверсе — герб и крест. Вес же гроута почти не изменился (2,99 г). Примечательно, что при Генрихе VIII гроуты 1509—1526-х годов продолжались выпускаться с портретом Генриха VII.
В царствование Генриха VIII (1509-47) качество гроута окончательно ухудшилось. В 1559 году гроут уже весил 32 грана (2,1 г), а содержание серебра за годы правления этого монарха уменьшилось с 925 пробы до 333-й.
Королева Мария (1553-58) повысила качество гроута; дальнейшее улучшение качества гроута (как и вообще всех серебряных монет) произошло в годы правления Елизаветы (1558—1603): в 1559-60 годах она чеканила гроут весом 32 грана из серебра 913 пробы, в 1560 году — из серебра 925 пробы. Однако уже в 1561 году выпуск гроута был прекращен на долгие годы.

Вышло из употребления и название монеты «гроут». При Карле II (1660-85) чеканка монеты достоинством в 4 пенса была возобновлена, но эта монета уже не называлась гроут.

## Гроут в XIX веке
В 1836 году английский король Вильгельм IV возобновил чеканку серебряного гроута весом 1,9 г.
Интересно, что эту монету называли «джоуи» (Joey) по имени члена парламента Джозефа Хьюма, который предложил чеканить специальную монету для оплаты поездки в кэбах на небольшие расстояния. Прозвище монете дали кэбмены, недовольные снижением цены на проезд (раньше для оплаты приходилось давать монету 6 пенсов).
Регулярная чеканка гроута продолжалась вплоть до 1855 года.
До настоящего времени серебряная монета номиналом в 4 пенса чеканится в Британии в рамках выпусков мэнди-монет.
Гроут получил широкое распространение в Британской Гвиане. В последний раз его выпустили здесь в 1888 году (с портретом королевы Виктории).

## Гроут в других странах

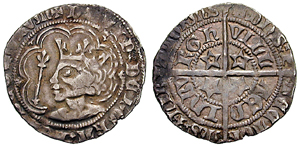
Шотландский гроут 1367 года, Давид II.

Серебряные монеты гроут и полгроута выпускали в Шотландии с 1357 года. Как и в Англии, шотландский гроут стоил 4 пенса, однако позже его приравнивали к 8 пенсам и даже шиллингу.

В Шотландии название монеты гроут дало даже название мере площади земельного участка, годовая рента которого составляла именно 1 гроут.